# Norbert Bischoff (Politiker)

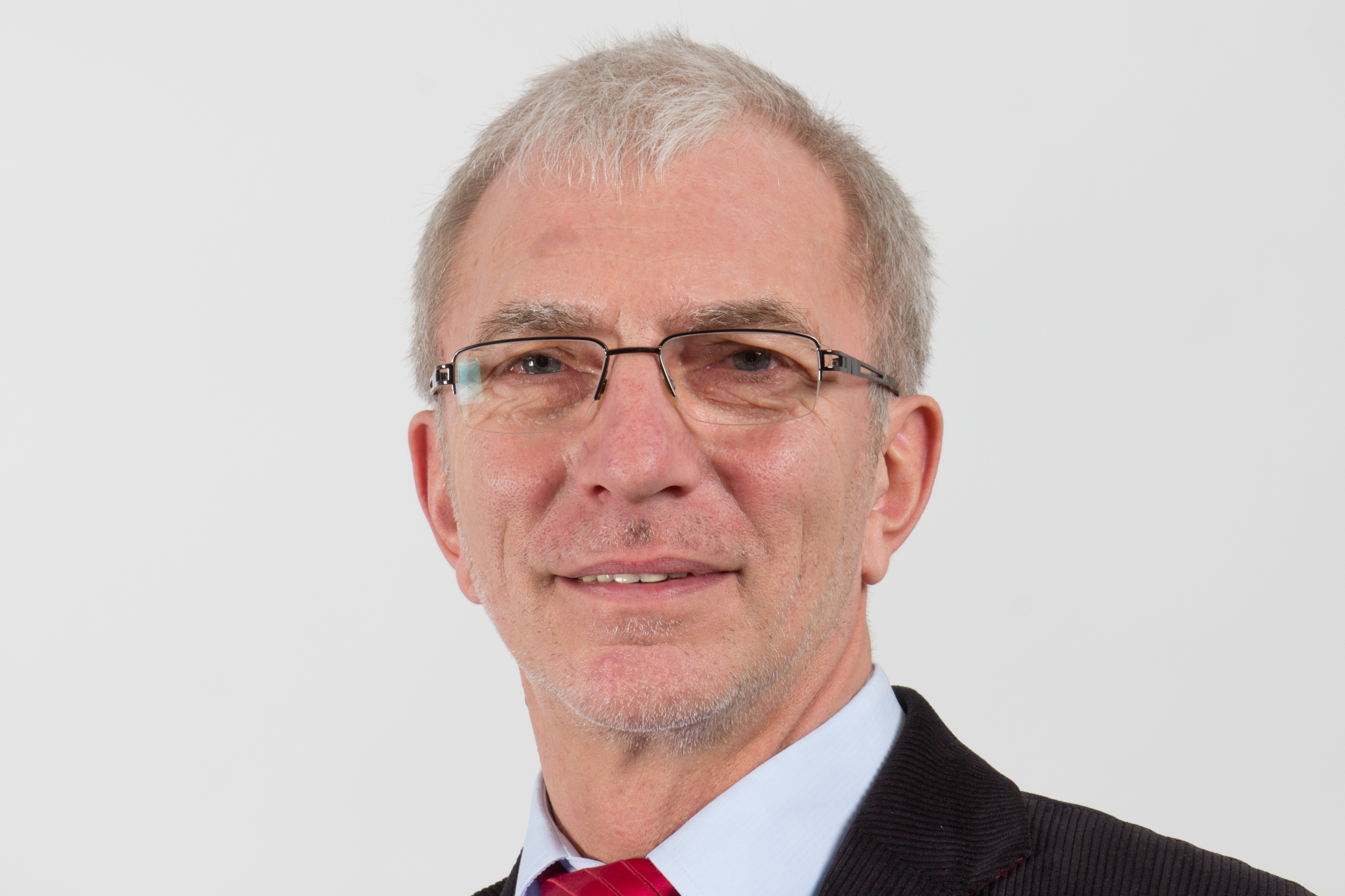
Norbert Bischoff (2012)

Norbert Bischoff (* 20. Dezember 1950 in Helbra) ist ein deutscher Politiker (SPD). Er war von 1994 bis 2016 Abgeordneter im Landtag von Sachsen-Anhalt. Von Januar 2010 bis Mai 2016 war er Mitglied der dortigen Landesregierung und bekleidete von 2011 bis 2016 das Amt des Ministers für Arbeit und Soziales.

## Leben und Beruf
Nach dem Abschluss der polytechnischen Oberschule 1967 begann er eine Berufsausbildung mit Abitur als Elektromonteur in Eisleben. Im Jahr 1970 trat Bischoff ein Theologiestudium in Erfurt an, welches er 1976 als Diplom-Theologe beendete. Anschließend arbeitete er als Pastoralreferent in Stendal. In den Jahren 1982 bis 1990 war er Referent im Kirchlichen Dienst in Magdeburg. 1991/1992 fungierte er als Referatsleiter im Ministerium für Arbeit und Soziales des Landes Sachsen-Anhalt. Von 1992 bis 1993 war er Leiter der Pressestelle im Bistum Magdeburg, bis er 1994 Referent der SPD-Landtagsfraktion wurde.
Norbert Bischoff ist zweimal geschieden und hat vier Kinder. Er lebt seit Mitte 2015 in Halle. Seit 2016 ist er mit Birke Bull verheiratet.

## Politik

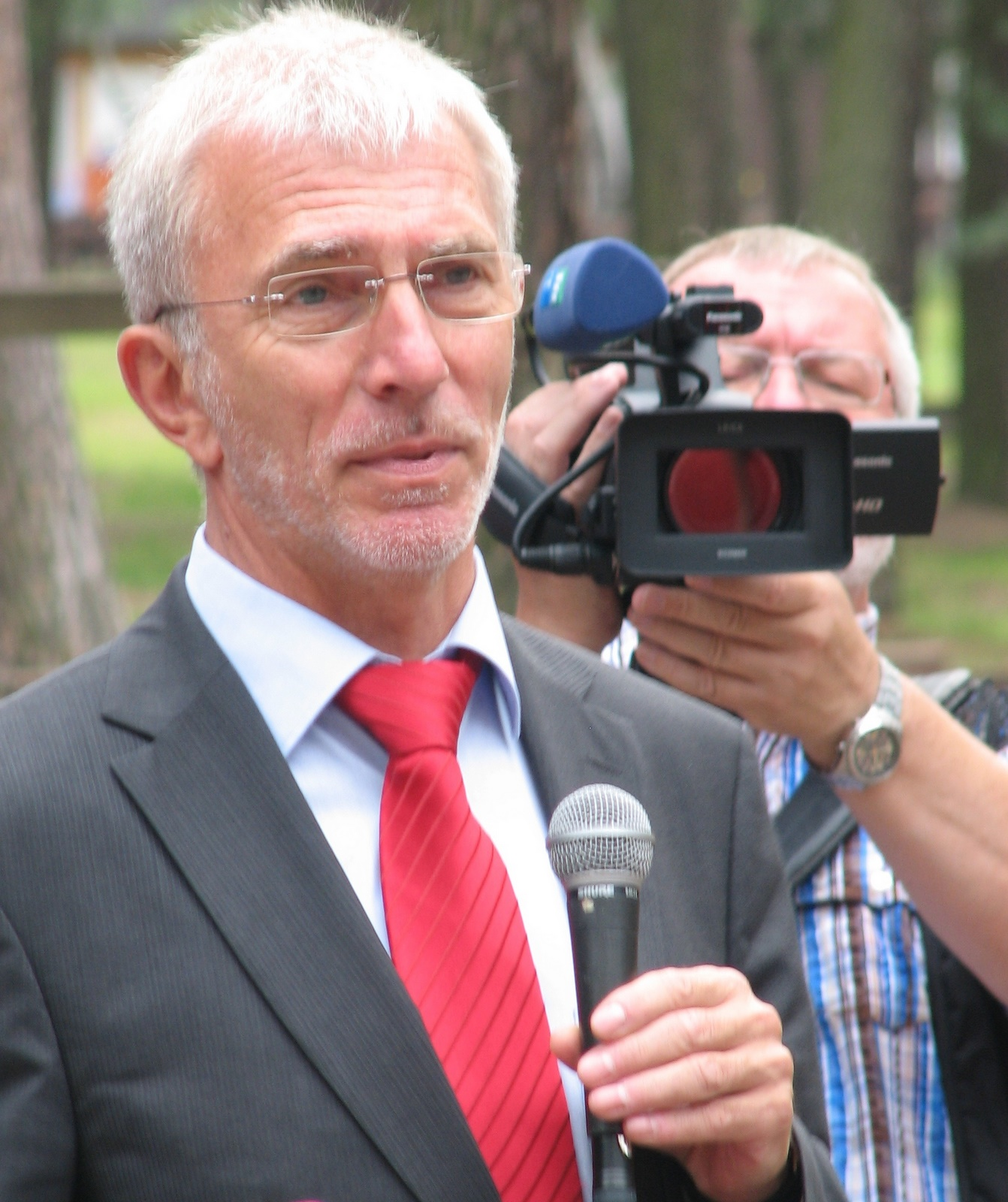
Minister Norbert Bischoff beim Zukunftscamp in Arendsee 2011

Im Jahr 1990 trat Bischoff in die SPD ein. Er war von 2001 bis 2010 Vorsitzender des SPD-Stadtverbandes Magdeburg. Von 1999 bis 2009 und von 2014 bis 2015 war er Magdeburger Stadtrat.
Ab dem Jahr 1994 war Bischoff Mitglied des Landtages von Sachsen-Anhalt. Hier war er von 1998 bis 2002 stellvertretender Fraktionsvorsitzender der SPD-Landtagsfraktion. Ab 2004 war er Parlamentarischer Geschäftsführer der SPD-Fraktion.
Er war Mitglied im Ältestenrat und im Ausschuss für Bundes- und Europaangelegenheiten sowie Medien. Von 1999 bis zur Kommunalwahl 2009 war er ebenfalls Mitglied im Stadtrat von Magdeburg. Mit dem Rücktritt von Gerlinde Kuppe als Ministerin für Gesundheit und Soziales im Dezember 2009 übernahm Bischoff am 1. Januar 2010 das Ministerium (Kabinett Böhmer II). Bei der Landtagswahl in Sachsen-Anhalt 2011 wurde er über die Landesliste erneut in den Landtag gewählt. Im Zuge der Regierungsbildung übernahm Bischoff das Amt des Ministers für Arbeit und Soziales im Kabinett Haseloff I. Mit der Landtagswahl in Sachsen-Anhalt 2016 zog sich Bischoff aus der Politik zurück; er schied aus dem Landtag aus und gehört nicht mehr der Landesregierung (Kabinett Haseloff II) an.

## Weitere Tätigkeiten
- Vorsitzender der Stiftung „Familie in Not“
- Vorsitzender Schulförderverein Grundschule am Umfassungsweg und IGS „Regine Hildebrandt“
- Mitglied im Vorstand des Jugendherbergswerkes Sachsen-Anhalt e. V.
- Vorsitzender des Miteinander – Netzwerk für Demokratie und Weltoffenheit in Sachsen-Anhalt e.V.[6]

## Ehrungen
- Bundesverdienstkreuz am Bande (24. Oktober 1991)[7]

## Kritik
Im September 2015 wurde bekannt, dass Bischoff eine Sendung des Rundfunksenders Radio SAW im Juli 2012 aus Steuermitteln finanzieren ließ. In der Sendung wurde Bischoff ausführlich interviewt. Einen Hinweis auf die staatliche Finanzierung der Sendungen gab es nicht. Die Medienanstalt Sachsen-Anhalt prüft den Vorgang.